# Wim Cattel
Wim Cattel (Rotterdam, 6 mei 1941 – Purmerend, 15 november 2023) was een Nederlands politicus van de VVD.
Hij was chef algemene zaken kabinet bevolking en burgerlijke stand bij de gemeentesecretarie van Moordrecht voor hij in augustus 1973 benoemd werd tot burgemeester van Sint Maarten. In juni 1979 volgde zijn benoeming tot burgemeester van Beemster wat Cattel zou blijven tot hij in 1998 vanwege gezondheidsredenen, chronische leukemie, die functie opgaf. Bij zijn afscheid was hij de eerste die de erepenning van de gemeente Beemster ontving. Ook werd hij benoemd tot ereburger van Studená, destijds zustergemeente van de gemeente Beemster.